# NOTAR

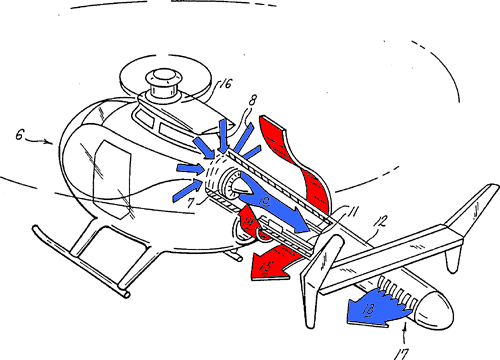
Diagrama mostrando o movimento do ar de um helicóptero com o sistema NOTAR.

NOTAR (do inglês no tail rotor), é um sistema de estabilização utilizado em helicópteros que não usa um rotor de cauda. Foi desenvolvido pela McDonnell Douglas, atraves de sua aquisição da Hughes Helicopters. O nome é um acrônimo derivado da frase "no tail rotor", que pode ser traduzida como "sem rotor de cauda". O sistema utiliza uma ventoinha que fica dentro do cone da cauda para produzir um fluxo de uma grande zona de baixa pressão, que sai por uma abertura situada na lateral da cauda, o que cria um fluxo de camada limite de ar ao longo da cauda por conta do efeito Coandă (ou seja, esse fluxo se adere à cauda, contornando-a). A camada limite muda a direção do fluxo de ar em torno do corpo da própria cauda, criando um impulso oposto ao torque rotacional causado pelo rotor principal. Para o controle rotacional do helicóptero, é necessário somente variar a abertura do compartimento de ar da cauda e/ou a velocidade da ventoinha. O sistema NOTAR é relativamente mais silencioso e mais seguro que o sistema convencional com rotor de cauda exposto.

## Desenvolvimento
O uso de ar para gerar anti-torque já foi testado antes mesmo de 1945 pelo britânico Cierva W.9. Em 1957, um protótipo espanhol (Aerotécnica AC-14) voou utilizando gases de escape em vez do rotor de cauda. O desenvolvimento do sistema NOTAR iniciou-se em 1975, quando engenheiros da Hughes Helicopters iniciaram o projeto. Em dezembro de 1981, um helicóptero da Hughes com o sistema voou pela primeira vez. Helicópteros da marca com o sistema foram utilizados pelo exército norte-americano. Uma versão mais modificada  voou em 1986 (na época a McDonnel Douglas já havia adquirido a marca Hughes Helicopters). O sistema só foi parar em um helicóptero de produção em 1990.

## Conceito

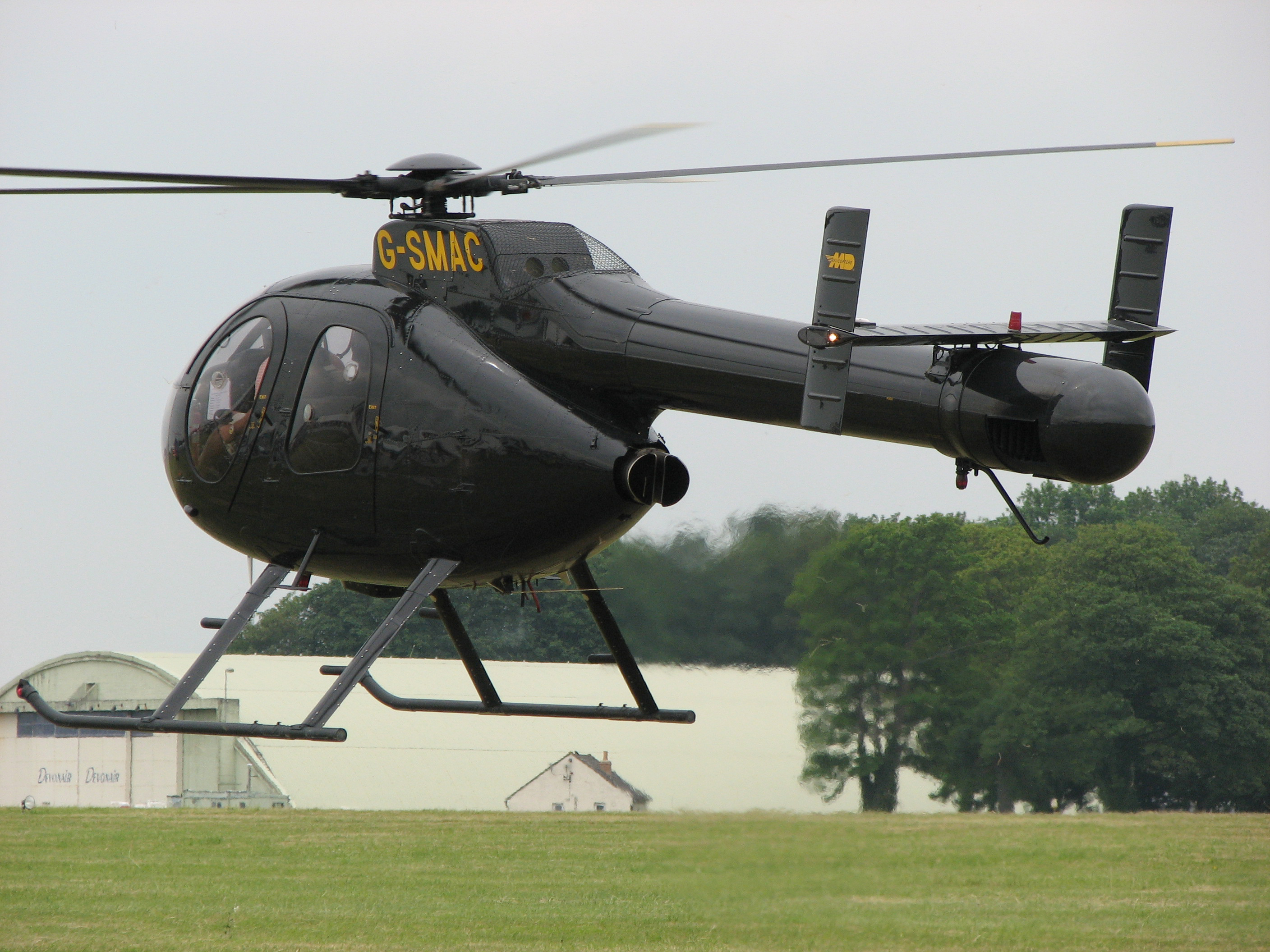
MD 500N com o sistema NOTAR.

Mesmo que o sistema tenha demorado mais de 3 anos para ser aperfeiçoado, o seu conceito é relativamente simples. Uma ventoinha de velocidade variável é colocada na seção de fuselagem traseira imediatamente à frente do cone de cauda e ligada ao eixo de transmissão do rotor principal. Esta ventoinha força o ar de baixa pressão a passar pela saída de ar no lado direito da cauda, o que produz o efeito anti-torque. Esse efeito é aumentado pela saída de ar na ponta da cauda e estabilizadores horizontais.
Vantagens do sistema incluem maior segurança (como o rotor de cauda é vulnerável, em caso de falha o piloto perderia o controle do helicóptero) e redução do ruído exterior. Helicópteros equipados com o sistema NOTAR são notavelmente os helicópteros mais silenciosos da categoria.
A maior desvantagem fica por conta do elevado preço dos helicópteros com o sistema.

1. Entrada de ar 2. Ventoinha. 3. Abertura da cauda 4. Estabilizadores verticais 5. Saída de ar. 6. Downwash 7. Corte do corpo da cauda 8. Efeito anti-torque.
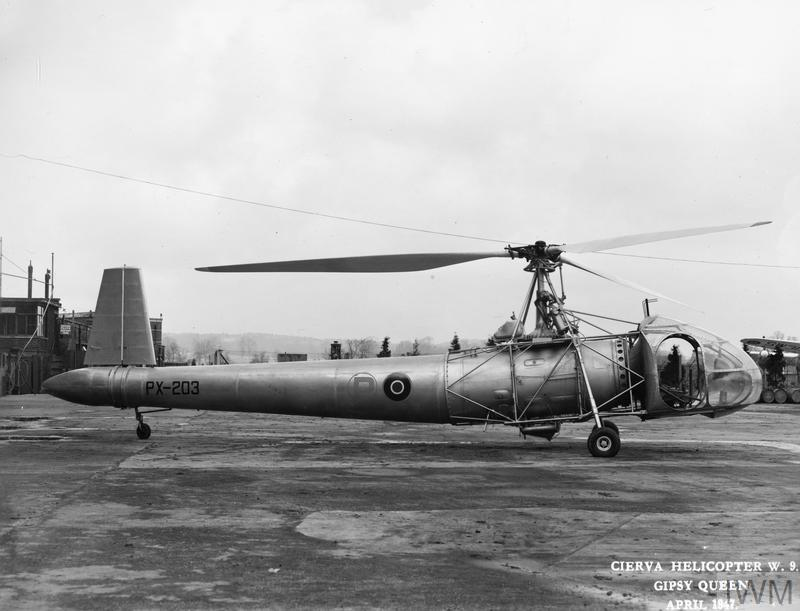
Cierva W.9.
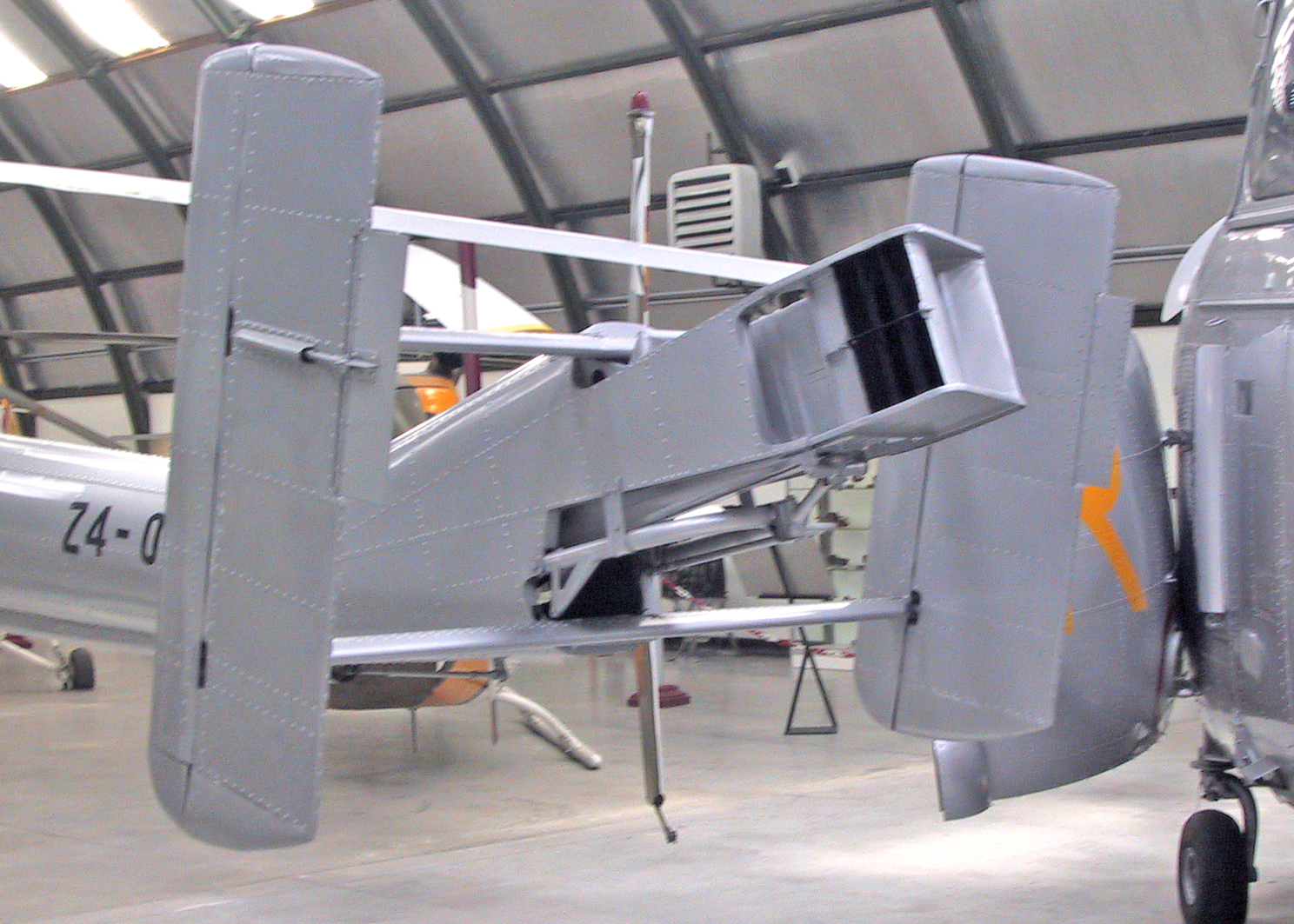
Aerotécnica AC-14.

## Aplicações
Atualmente, há três helicópteros de produção que utilizam o sistema NOTAR, todos produzidos pela MD Helicopters:
- MD 500N, uma variante da série MD 500 com o sistema NOTAR;
- MD 600N;
- MD Explorer.